# Ehemaliges Bürgerspital (Poysdorf)

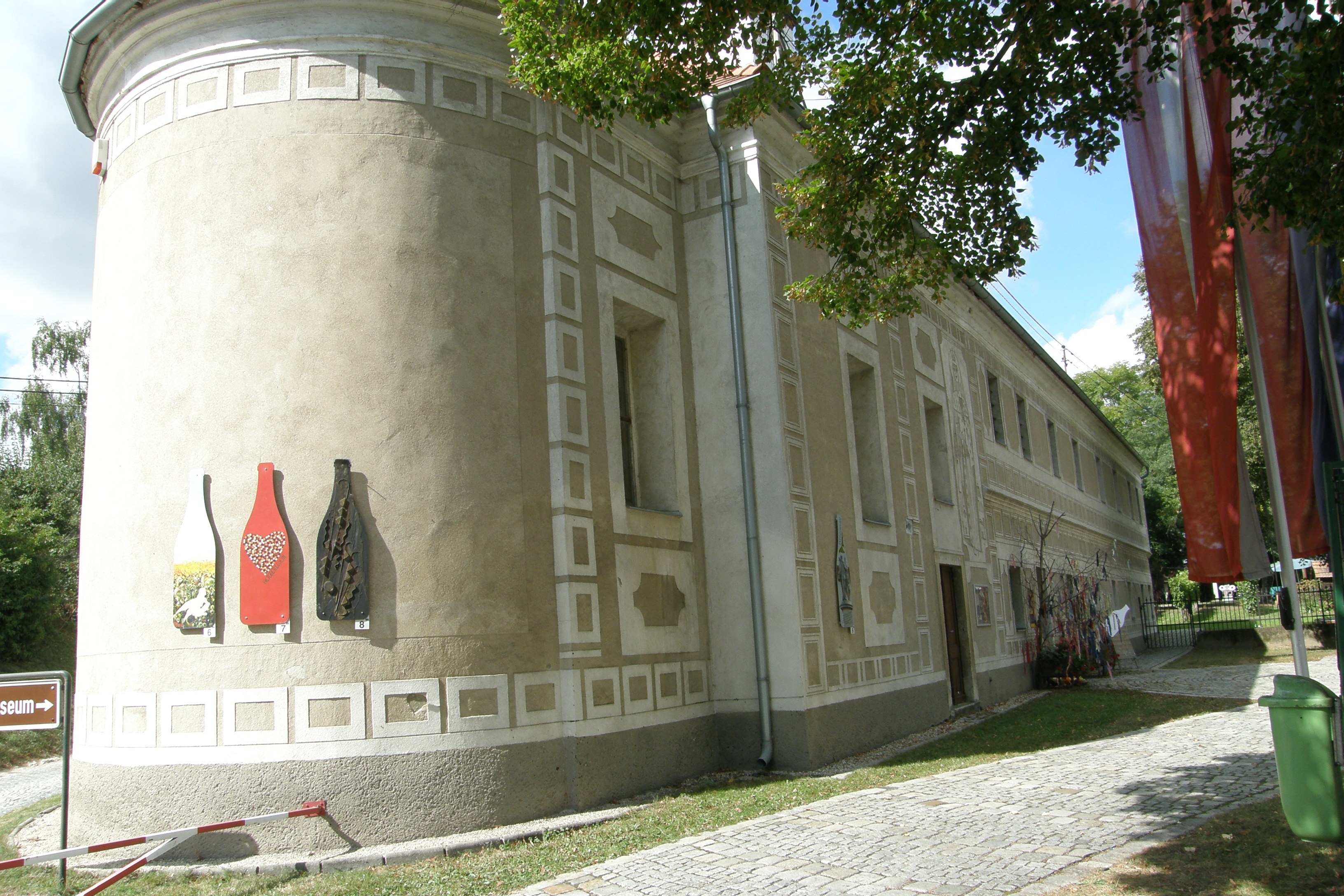
Blick auf den Chorschluss der Bürgerspitalskapelle

Das ehemalige Bürgerspital im niederösterreichischen Ort Poysdorf ist ein lang gestreckter, zweigeschoßiger Baukomplex an der nördlichen Ortsausfahrt mit einer südlich anschließenden Kapelle mit eingezogenem, halbrundem Schluss. Es steht unter Denkmalschutz (Listeneintrag).
Nach der Gründung des Hospitals im Jahr 1657 wurde laut Bezeichnung 1663 die Barbarakapelle angebaut. 1864 hat man das Spital um ein zweites Geschoß aufgestockt.
An Kapelle und Spital wurden 1960 freie Nachbildungen einer Sgraffitodekoration aus der Bauzeit angebracht. Beide Bauten verfügen über ein gemeinsames Traufgesims unter einem einheitlichen Satteldach. Auf der Kapelle erhebt sich ein Dachreiter mit Zwiebelhelm. Das östliche Kapellenportal ist im Süden mit 1663 bezeichnet. Der Spitalstrakt ist von Rechteckfenstern durchbrochen, welche zum Teil mit Steckgittern ausgestattet sind.
Das Innere der Kapelle ist durch eine Tonne mit Stichkappen gewölbt. Der Chor hat ein Kreuzgratgewölbe. Der säulengerahmte Altar aus der ersten Hälfte des 18. Jahrhunderts verfügt über ein mit G. J. Gahsebener 1778 bezeichnetes Bild der Apotheose der heiligen Barbara, das 1914 restauriert wurde. Zur weiteren Ausstattung gehört ein Ölbild des heiligen Rochus sowie eine Stiftungstafel. Die Spitalsräume sind kreuzgratgewölbt.
Ab 1978 beherbergte das ehemalige Bürgerspital das Heimatmuseum. Zu den Ausstellungsstücken zählten urgeschichtliche Funde, barocke Hauerfahnen, Kunstgegenstände aus der Umgebung sowie eine bemerkenswerte Orgelklaviatur von Wenzel Onkenfuß aus dem Jahr 1796, die sich früher in der Pfarrkirche befand. 2004 wurde das Museum zur Weinerlebniswelt umgestaltet und in Weinstadtmuseum umbenannt. Seit 2014 beherbergt das Gebäude Teile des Weinmuseums „Vino Versum Poysdorf“.